# Marcel Dax
Pas d'image ? Cliquez ici

a Compétitions nationales et continentales officielles uniquement.

Marcel Dax, né le 6 août 1916 à Cazères (Haute-Garonne) et mort le 18 novembre 1993 à Toulouse (Haute-Garonne), est un joueur de rugby à XV et de rugby à XIII, évoluant au poste de deuxième ligne dans les années 1940 et 1950.
Il joue au rugby à XV pour la Section paloise avant de rejoindre à la sortie de la guerre dès sa réintroduction au rugby à XIII et prend part à deux finales de Championnat de France de rugby à XIII avec le Toulouse olympique XIII. Il retourne ensuite au rugby à XV et en tant qu'entraîneur-joueur de l'U.S. Carmaux il remporte le Championnat de France en 1951.

## Palmarès

### Rugby à XV

#### En tant que joueur
- Collectif :
  - Vainqueur du Championnat de France : 1951 (Carmaux).

#### En tant qu'entraîneur
- Collectif :
  - Vainqueur du Championnat de France : 1951 (Carmaux).
  - Vainqueur du Challenge de l'Espérance : 1955 (Carmaux).
  - vainqueur du Championnat de France de 2e division : 1970 (Stade Ruthénois)
  - finaliste du Challenge de l'Essor : 1970 (Stade Ruthénois)

### Rugby à XIII
- Collectif :
  - Finaliste du Championnat de France : 1945 et 1946 (Toulouse).

#### Détails en club
| Saison    | Saison                  | Championnat           | Championnat | Coupe           | Coupe      |
| Saison    | Saison                  | Comp.                 | Class.      | Comp.           | Class.     |
| --------- | ----------------------- | --------------------- | ----------- | --------------- | ---------- |
| 1944-1945 | Toulouse olympique XIII | Championnat de France | Finaliste   | Coupe de France | 1/4 finale |
| 1945-1946 | Toulouse olympique XIII | Championnat de France | Finaliste   | Coupe de France | 1/4 finale |
| 1946-1947 | Toulouse olympique XIII | Championnat de France | Barrages    | Coupe de France | 1/4 finale |